# Motociklistična Velika nagrada Imole
Motociklistična Velika nagrada Imole je bila motociklistična dirka svetovnega prvenstva med sezonama 1996 in 1999.

## Zmagovalci
| Sezona | Dirkališče | 125 cm3                   | 250 cm3                   | 500 cm3               | Poročilo |
| ------ | ---------- | ------------------------- | ------------------------- | --------------------- | -------- |
| 1996   | Imola      | Masaki Tokudome (Aprilia) | Ralf Waldmann (Honda)     | Mick Doohan (Honda)   | Poročilo |
| 1997   | Imola      | Valentino Rossi (Aprilia) | Max Biaggi (Honda)        | Mick Doohan (Honda)   | Poročilo |
| 1998   | Imola      | Tomomi Manako (Honda)     | Valentino Rossi (Aprilia) | Mick Doohan (Honda)   | Poročilo |
| 1999   | Imola      | Marco Melandri (Honda)    | Loris Capirossi (Honda)   | Álex Crivillé (Honda) | Poročilo |